# Heidelberg (Victoria)
Pour les articles homonymes, voir Heidelberg (homonymie).
Heidelberg est une banlieue de Melbourne, dans l'État de Victoria, en Australie.
Sa population était de 7 360 habitants lors du recensement de 2016.

## Personnalités liées à Heidelberg
- George Baldessin (1939-1978), artiste italo-australien mort à Heidelberg
- Tom Wills (1835-1880), sportif australien, notamment reconnu comme le principal artisan de la création du football australien, mort à Heidelberg